# Пунаны
Пунаны — группа племён (собственно пунаны, букиты, букитаны, басапы и др.) в составе даяков. Живут преимущественно в Индонезии на острове Калимантан, во внутренних областях. Численность — 7000 чел в Индонезии, 2000 — в Сараваке. Говорят на языке пунан индонезийской подгруппы малайско-полинезийской группы австронезийской языковой семьи. Сохраняют древние традиционные верования. Сейчас встречаются протестанты, католики, в Сараваке — мусульмане-сунниты.
Пунаны живут почти по всей территории Калимантана, вперемежку с даяками. Сами себя они называют по-разному, сосед- пунан или пенан(«житель верховьев рек»), букит или букитан («житель холмов»).

## Национальный быт
Пунаны — одна из древнейших групп бродячих собирателей и охотников, кочующих в глубинах тропического леса, в верховьях рек Центрального Калимантана. Основные занятия — охота, сбор дикорастущих плодов и смолы. Охотятся на обезьян, кабанов, оленей, медведей, пантер, носорогов и др. дичь. Мужчины заняты сбором ротанга, даммаровой смолы, гуттаперчи, ласточкиных гнезд. Женщины собирают дикорастущие плоды саго. В охоте используют сумпитан (трубка с отравленной стрелой), копья, ловушки, западни.
Даяки считают пунанов лучшими охотниками и знатоками джунглей, и относятся к ним дружелюбно, осуждая любое резкое к ним отношение. Обычно одна группа даяков покровительствует какой-либо группе пунанов, и с ней торгует. За продукты собирательства и шкуры животных пунаны получают мандоу (даякские мечи), паранги (тесаки), маленькие ножи, наконечники для стрел, железные прутья, горшки, котелки, ткани, огниво, табак, соль.
Жилище — навес из веток, двускатный шалаш из веток, открытый с двух сторон, или хижина из молодых деревьев. Крышу делают из коры и листьев, и смолят. Такой дом вмещает до 8 человек.
Поселение включает от 2 до 8 домов. Все имущество пунан может унести с собой. Это сумпитан, колчан со стрелами, мандоу, паранг, маленький нож, корзина, циновка, кисет с табаком, огниво, молоток, сито для саго, деревянные тарелки, лопаточки, щипцы из бамбука для саго, гребни, бусы, браслеты, доска для приготовления саго.
Одежда изготовляется из тапы, то есть ткани из луба. Мужчины носят набедренную повязку, женщины — короткую юбку. Распространена головная повязка. В пище преобладает мясо кабана, оленя, обезьян, птиц. Интересно, что незнакомую пищу(рис, домашняя птица) они не едят.
Племя состоит из 20-30 мужчин и стольких же женщин и детей. Группа экзогамна. Состоит из семей. Детей обычно в семье много. Есть старейшины. Поведение регулируется общественным мнением и традициями. Женщина до брака менее целомудрена, как и у даяков. Свадебная церемония проста — произнесение речи. Выкупа нет, в подарок преподносят табак. Поселение молодых может быть патрилокальным и матрилокальным. Встречаются случаи полиандрии, бывают разводы. Есть смешанные браки с другими народностями.
Еще в XIX веке пунаны начали переходить к оседлому образу жизни. В середине XX века они стали использовать малайские виды одежды.

## Традиционные верования
Религиозные верования туманны. В Сараваке приносят жертвы верховному божеству Бали Пенгалонгу.
Пунаны верят в духов природы и практикуют гадание по поведению птиц и животных. Чаще всего животные-предсказатели — ящерицы, кузнечики и ястреба, их не убивают. Верят в талисманы — зуб, клык, горный хрусталь, кварцевый кристалл.

## Народное творчество
Пунаны рисуют на мягкой поверхности скал, на стволах деревьев, вырезают по дереву и кости. Песни — монотонны. Танцы — простое покачивание в группе.